# Klingenthal
Klingenthal è una città di 7 764 abitanti  della Sassonia, in Germania.
Appartiene al circondario del Vogtland.
Klinghenthal si trova presso il confine con la Repubblica Ceca, che in effetti passa proprio per il centro del paese. Una delle frazioni del vicino comune ceco di Kraslice, Hranicna, è de facto inglobato nel centro urbano di Klinghenthal, e nella frazione, dove sorge anche il mercato del paese, i prezzi sono indicati in Euro anziché in corone ceche nella maggior parte dei negozi.
Klingenthal si trova completamente circondata dal parco naturale del Erzgebirge/Vogtland, ed il picco più alto nel comune è la cima di Kiel, con i suoi 943,3 metri sul livello del mare. Il suo territorio è attraversato da 1 torrente, il Brunndöbra, che confluisce nel Zwota all'interno del territorio comunale per poi confluire ulteriormente nel fiume Eger. Zwota è anche il nome di una delle località di Klingenthal (annessa al comune di Klingenthal nel 2013).

## Storia
Il 1º aprile 1992 venne aggregato alla città di Klingenthal/Sachsen il comune di Mühlleithen.

## Amministrazione

### Gemellaggi
- Castelfidardo
- Kraslice
- Dinxperlo
- Neuenrade
- Appenweier
- Montlouis-sur-Loire
- Castelvetro di Modena

## Sport
Stazione sciistica per lo sci nordico, ospita il complesso di trampolini della Vogtland Arena, che ha sostituito lo smantellato trampolino Aschberg.